# رافاييل بورتو
رافاييل بورتو (بالإنجليزية: Rafael Porto)‏ (8 فبراير 1979 في البرازيل - ) هو مدرب كرة قدم ولاعب كرة قدم أمريكي في مركز الدفاع. لعب مع نادي برازيل دي بيلوتاس وMiami Dade FC ‏ وRiograndense Futebol Clube ‏.